# Корнелій Фуск
Корнелій Фуск (помер 86 р. н. е.) — римський полководець, який вів походи під керівництвом імператорів династії Флавіїв. Під час правління Доміціана він служив префектом імператорської охорони, відомої як Преторіанська гвардія, з 81 року до своєї смерті в 86 році н. е. До цього призначення Фуск відзначився як один з найзатятіших прихильників Веспасіана під час громадянської війни 69 р. н. е., відомої як Рік чотирьох імператорів.
У 85 р. н. е. Даки на чолі з королем Децебалом вторглися в Римську імперію в Мезію, провінцію, розташовану на південь від Дунаю. У відповідь Доміціан відправив до регіону Корнелія Фуска з п'ятьма легіонами. Незважаючи на те, що спочатку Фуск успішно прогнав загарбників через кордон, префект зазнав поразки, коли потрапив у засідку разом із Легіо V Алауде під час експедиції в Дакію в Першій битві при Тапае. Весь легіон був знищений, а Фуск убитий.

## Рік чотирьох імператорів

### Правління Гальби
Про життя Корнелія Фуска до його появи в громадянській війні 69 року відомо мало фактів. Римський історик Тацит повідомляє, що він народився в аристократичній родині, але відмовився від сенаторської кар'єри на користь «спокійного» життя  як вершник .
Він стає відомим 9 червня 68 року після приєднання Гальби.
Приблизно за півроку до цього Гай Юлій Віндекс, губернатор Галлії Лугдуненсіс, повстав проти податкової політики, запровадженої імператором Нероном . Щоб отримати підтримку, Віндекс закликав Гальбу, губернатора Іспанії Тарраконенсіс, оголосити себе імператором. Гальба був одним із найдавніших генералів Риму й користувався значним престижем і широкою політичною підтримкою. Популярність самого Нерона вже йшла на спад, але тим не менше, йому вдалося придушити заколот, швидко відправивши до Галлії губернатора Верховної Германії Віргінія Руфа, який переміг Віндекса в битві біля Везонціо . Гальба був оголошений громадським ворогом, а його легіон приурочений до міста Клюнія. Перемоги виявилася недостатньою для відновлення зіпсованої репутації Нерона. Швидко по Імперії поширилися чутки, що на сторону Гальби перебігають численні легіони. До 68 червня сенат проголосував імператором Гальбу і оголосив Нерона державним ворогом. Доля Нерона була остаточно запечатана, коли Німфідій Сабін, префект Преторіанської гвардії, підкупив своїх солдатів, щоб покинути свого імператора. 9 червня 68 року Нерон покінчив життя самогубством, і разом з ним закінчилася династія Хуліо-Клавдія .
Незважаючи на непопулярність Нерона, багато провінцій неохоче приймали Гальбу як його наступника. Корнелій Фус був серед тих, хто рано заявив про підтримку нового імператора. За словами Тацита, Фуск відграв важливу роль для отримання підтримки неуточненої римської колонії в Іспанії, Північній Італії чи Галлії — за це він був нагороджений прокуратурою Іллірика. Проблеми Гальби ще далеко не закінчились, і незабаром легіони, розміщені в Німеччині, а також Преторіанська гвардія в Римі, повстали. 15 січня 68 р. Гальба був убитий, а його місце замінив Отон, губернатор Лузитанії, який сам швидко загинув проти військ Вітеллія, губернатора Німеччини. Незабаром після цього Тит Флавій Веспасіан, генерал, який знаходився в Юдеї, оголосив війну Вітеллію.

### Війна Веспасіана
Веспасіан об'єднав зусилля з намісником Сирії Гаєм Ліцинієм Муціаном, який мав вести війну проти Вітеллія, а сам вирушив до Єгипту, щоб забезпечити поставки зерна до Риму. Невдовзі провінції Ілліріку, Паннонії та Далмації перейшли на сторону Флавіїв, за ініціативою Марка Антонія Примуса та Корнелія Фуска. За словами Тацита, Фуск прагнув битви.
Дезертирство Антонія Прима і Фуска стало серйозним ударом для Вітеллія. Фуск і Примус очолили дунайські легіони Веспасіана під вторгненням в Італію. Фуск очолив Легіо V Алауде у війні і був призначений командувачем флоту Равенни, коли той звернувся до Веспасіана. Фуск очолював Алаудів у Другій битві при Бедріакумі і допомагав легіонам на лівому крилі, а також командував легіоном під час завоювання Риму.

## Дакійські війни
Обмаль відомостей про діяльність Фуска за одинадцять років правління Веспасіана (69 — 79) та його сина-наступника Тіта Флавія Веспасіана (був при владі 79 — 81). Лише відомо, що 69 року призначається префектом Равеннського флоту.
Фукс знову стає префектом Преторіанської гвардії при імператорі Доміціані (81 — 96), цю посаду він займав щонайменше з 81 року до своєї смерті в 86.
Десь близько 84 або 85 року даки на чолі з царем Децебалом переправились через Дунай до провінції Мезія, вчинивши значну хаос і вбивши мізійського намісника Гая Оппія Сабіна . Доміціан негайно розпочав контрнаступ, особисто подорожуючи до регіону у супроводі війська, яким командував Корнелій Фуск. У середині 85-х років Фуск успішно прогнав даків через кордон, що змусило Доміціана повернутися до Риму та відзначити складний тріумф. Перемога виявилася короткочасною, вже в 86 році Фуск вирушив у експедицію в Дакію, що призвело до повного знищення п'ятого легіону Легіо V Алауде поблизу Тапае. Коли люди Фуска рушили до Дакії, сили Децебала атакували з усіх боків. Фуск намагався згуртувати своїх людей, але не мав успіху. Його вбили, а бойовий штаб преторіанської гвардії програв битву. Преторіанські когорти будуть відновлені, але 5-й Алауд так і не був реформований.

### Першоджерела
- Кассій Діо, книга римської історії 67 [Архівовано 6 червня 2020 у Wayback Machine.], переклад англійською мовою
- Светоній, Життя дванадцяти цезарів, Життя Доміціана [Архівовано 16 липня 2020 у Wayback Machine.], латинський текст з перекладом на англійську мову
- Тацит, Історії, переклад англійською мовою